# European Jewish Congress
European Jewish Congress (EJC), er en sammenslutning af demokratisk valgte medlemmer fra jødiske organisationer i Europa.
Organisationen blev oprettet i 1986 i Paris, med kontorer, anno 2011, i Brussel, Strasbourg, Berlin og Budapest.
Præsident, anno 2011, Moshe Kantor.

## Formål
Formålet med organisationen er blandt andet:
- Bekæmpe anti-semitisme, ved oplysning og retssikkerhed i samarbejde med nationale regeringer og europæiske institutioner.
- Promovere en afbalanceret europæisk politik i forbindelse med Israel og andre mellemøstlige lande.
- Sikre at Holocaust ikke bliver glemt gennem undervisning og oplysningskampagner.
- Bidrage til et demokratisk europæisk samfund baseret på fred, forståelse og tolerance.

## Ekstern henvisning
- EJC’s hjemmeside (engelsk) Arkiveret 24. december 2005 hos  Wayback Machine